# Негино (Брянская область)

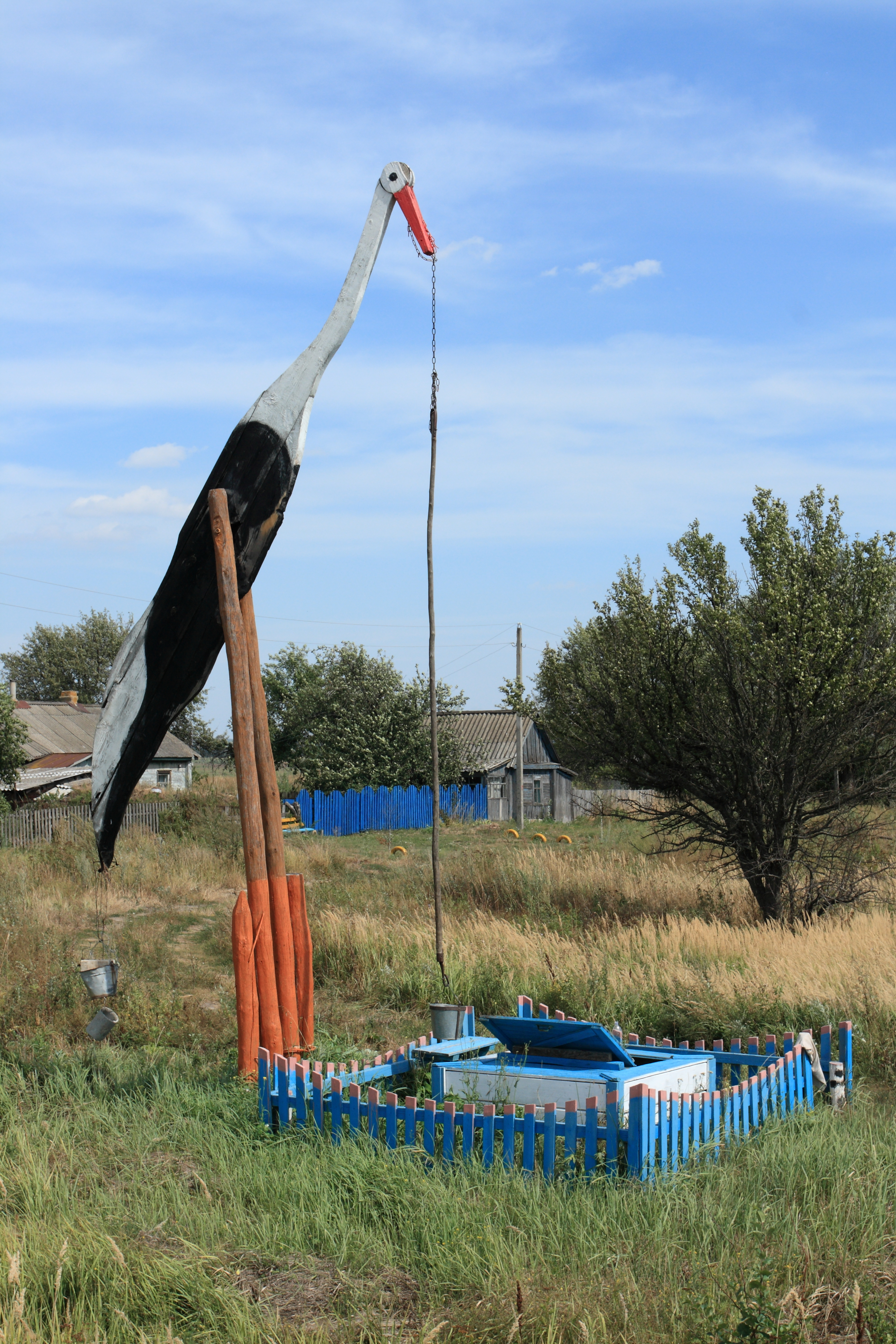
Колодец в Негино

Не́гино — село в Невдольском сельском поселении Суземского района Брянской области. По южной окраине села пролегает трасса М3"Суземка", ранее проходившая по Центральной улице; сразу за трассой находится Негинское водохранилище, через которое протекает речка Тара. Ранее восточнее села существовала деревня Устарь, которая в настоящее время, фактически, является частью Негина. Из села выходит дорога на Подгороднюю Слободу и, далее, до Селечни.